# Lorena Viezel
 Lorena Giovana Viezel (Ponta Porã, 21 de julho de 1999) é uma voleibolista indoor brasileira, atuante na posição de central, com marca de alcance de 309 cm no ataque e 290 cm no bloqueio. Atuando pela Seleção Brasileira conquistou a medalha de ouro no Campeonato Sul-Americano Sub-20 de 2016, no Brasil, as medalhas de prata nas edições da Liga das Nações de 2022, na Turquia, e 2025 na Polônia, e no Campeonato Mundial de 2022 nos Países Baixos e Polônia.

## Carreira
Os primeiros contatos com a modalidade  deu-se em 2012 no âmbito escolar, e chegou a mudar de colégio duas vezes para poder competir, e quando ganhou uma bolsa de estudos e competiu pelo Escola Anglo Mappe, em sua cidade natal, e ajuda por ex-professores conseguiu ir a São Paulo e participou de amistosos em 2013 e despertou interesse da equipe do São José Vôlei e sendo federada e foi convocada em 2015 para Seleção Brasileia Sub-18 para disputar o Campeonato Mundial em Lima, terminando na décima primeira posição, época que vestiu a camisa 14. Em 2016, foi um dos destaques, quando representou o Colégio Campos Salles, e assim, pelo país,  disputou o Campeonato Mundial Escolar (Sub-17) em Belgrado e foi medalhista de prata.
Foi convocada para seleção brasileira, para representar o país no Campeonato Sul-Americano Sub-20 de 2016 em Uberaba quando conquistou a medalha de ouro e disputou o Mundial Juvenil de 2017 nas cidades mexicanas de Boca del Río e Córdoba, terminando na quinta posição, quando vestiu a camisa 3. Na temporada 2017–18 foi contratada para as categorias de base do Pinheiros, permanecendo ainda nas temporada 2018–19 e 2019–20..
Na temporada 2020–21 é contratada pelo São Paulo/Barueri sob comando do técnico José Roberto Guimarães e renova para 2021–22. Em 2021 foi convidada para seleção brasileira para os treinamentos com elenco adulto que se preparava para disputa da Liga das Nações e Jogos Olímpicos de Tóquio, depois, integrou na categoria Sub-23 a seleção, para disputa dos Jogos Pan-Americanos Júnior de 2021, em Cáli, e conquistou o título de forma invicta.
Em 2022 foi convocada para Seleção Brasileira para a disputa das Liga das Nações realizada em Ancara e conquista a medalha de prata e também foi convocada para o Campeonato Mundial de 2022 nos Países Baixos e Polônia, também conquistando a prata.
Foi anunciada como jogadora do Sesi/Vôlei Bauru para a jornada esportiva de 2022–23.. Em 29 de junho de 2023, foi anunciada oficialmente sua contratação para defender o Dentil/Praia Clube para a temporada 2023–24.

Atua no Sesc/Flamengo desde a temporada 2024/25.

## Clubes
| Clube                | País   | De   | Até  |
| -------------------- | ------ | ---- | ---- |
| Associação Joseense  | Brasil | 2014 | 2015 |
| Pinheiros            | Brasil | 2017 | 2020 |
| São Paulo FC/Barueri | Brasil | 2020 | 2021 |
| Barueri              | Brasil | 2021 | 2022 |
| Sesi/Vôlei Bauru     | Brasil | 2022 | 2023 |
| Praia Clube          | Brasil | 2023 | 2024 |
| Sesc/Flamengo        | Brasil | 2024 |      |

## Títulos e resultados
Clubes
- Copa Brasil de 2024;
- Campeonato Paulista de 2021;
- Copa São Paulo de 2022;
- Campeonato Mineiro de 2023;
- Supercopa Brasileira de 2023.

Seleção Brasileira
- Campeonato Mundial 2022;
- Liga das Nações de 2022 e 2025.

## Prêmios individuais
- 2a Melhor Central dos Jogos Pan-Americanos de 2023